# Domenico Alamani
Domenico Alamani herbu własnego (zm. w 1595 roku) – Florentyńczyk w polskiej służbie dyplomatycznej, żupnik olkuski w latach 1588–1595, kuchmistrz koronny w latach 1577–1588, stolnik lubelski w latach 1570–1578.

## Życiorys
Był zaufanym Jana Zamoyskiego. Wraz z Andrzejem Tęczyńskim (wówczas wojewodą bełskim) brał udział w przededniu sejmu 1578 roku z ramienia Zamoyskiego w rozmowach z podkomorzym chełmskim Mikołajem Sienickim dotyczących zapewne aktu protestacji wobec układu króla Stefana Batorego z margrabią brandenburskim Jerzym Fryderykiem w sprawie Prus Książęcych. Zimą 1581/1582 proponował królowi nadanie Zamoyskiemu gubernatorstwa zdobytych Inflant. Propozycja ta została przez kanclerza bardzo źle odebrana, obraził się on dodatkowo na kuchmistrza, a sam Alamani został zmuszony do napisania listu przepraszającego. W 1582 roku Stefan Batory wysłał go jako posła polskiego do Sztokholmu, gdzie wraz z Krzysztofem Warszewickim zabiegał u Jana III Wazy o uznanie władzy polsko-litewskiej w Inflantach.